# Karl Christoph Gottlieb von Gagern

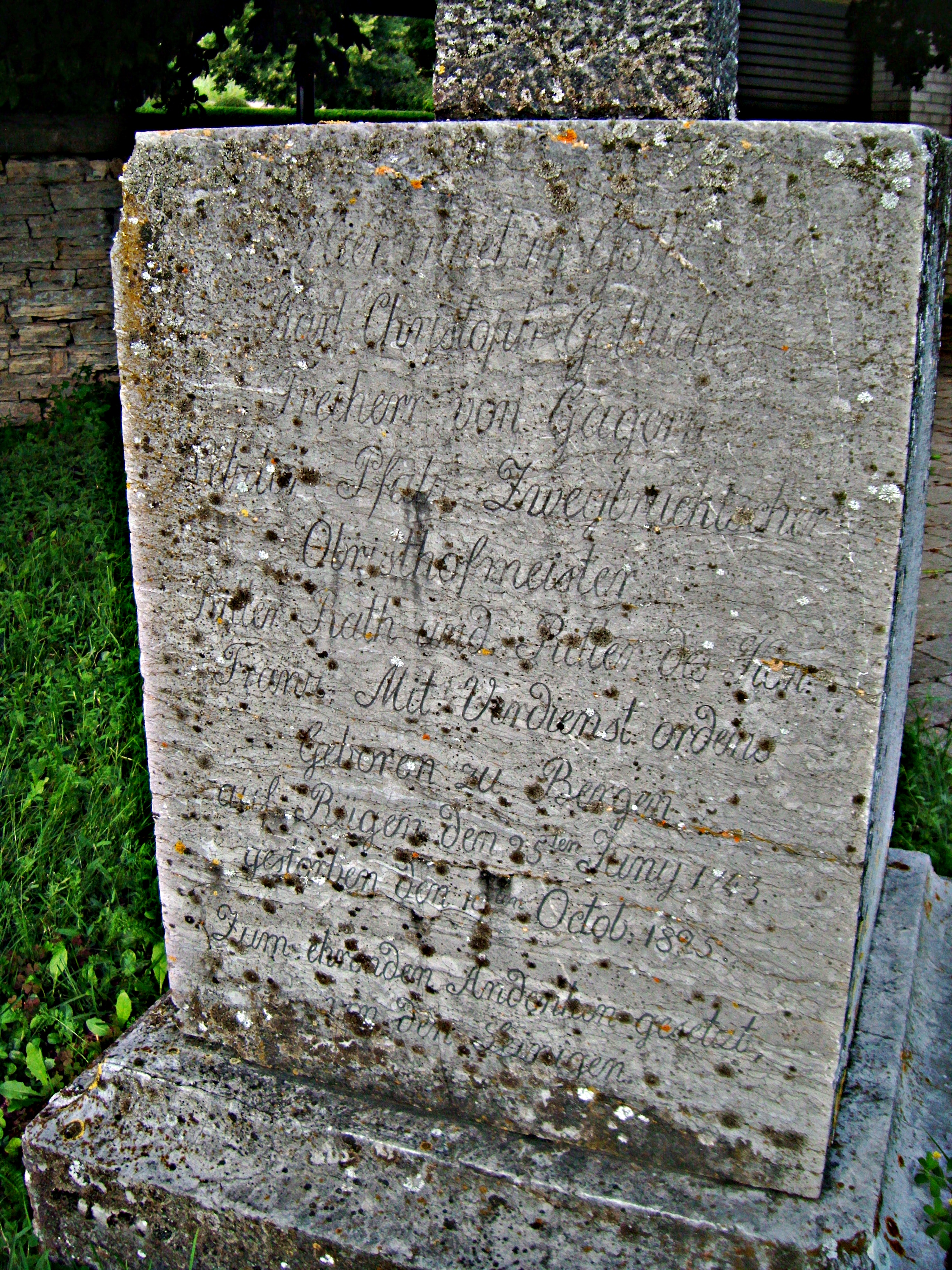
Grabstein des Karl Christoph Gottlieb von Gagern, Friedhof Gauersheim

Karl Christoph Gottlieb von Gagern (* 25. Juni 1743 in Bergen auf Rügen; † 19. Oktober 1825 in Gauersheim) war ein Freiherr, Offizier in französischen Diensten und hoher Hofbeamter im Herzogtum Pfalz-Zweibrücken.

## Herkunft und Familie
Er entstammte dem ursprünglich norddeutschen Adelsgeschlecht von Gagern, das seinen Ursprung auf der Insel Rügen, im heutigen Mecklenburg-Vorpommern hat. Seine Eltern waren der in französischen Diensten stehende Hauptmann Johann Friedrich von Gagern und seine Gattin Margarethe Eleonore geb. von Usedom.  Der Vater starb schon 1747 auf Rügen und der Junge wuchs bei seinem Großvater Claudius Mauritius von Gagern (1696–1758) in Morschheim auf. Letzterer hatte 1713 dort die Erbtochter der Familie von Steinkallenfels  geehelicht, deren Besitz geerbt und seinen Familienzweig von der Ostsee nach Süddeutschland verpflanzt.

## Leben
Gleich seinem Vater wählte Karl Christoph Gottlieb von Gagern die französische Offizierslaufbahn und trat bereits sehr jung in das von Pfalz-Zweibrücken gestellte Fremdenregiment „Royal Deuxponts“ ein.  Er nahm mit dieser Einheit am Siebenjährigen Krieg teil und verlor infolge schwerer Verwundung, am 8. Juli 1760, im Gefecht bei Korbach, ein Bein.
Vom französischen König zum Ritter des Militärverdienstordens erhoben, übernahm man den  Kriegsversehrten in den höfischen Dienst des Herzogtums Pfalz-Zweibrücken. 1764 heiratete der Freiherr Susanna Esther geb. von La Roche zu Starkenfels, wodurch ihm deren Schloss in Monsheim zufiel. 1765 verkaufte er seine Morschheimer Familiengüter und erwarb als Wohnsitz Schloss Kleinniedesheim. Hier wurde ihm 1766 sein einziges Kind aus dieser Ehe,  Hans Christoph Ernst von Gagern (1766–1852), geboren; später Ministerpräsident des Fürsten von Nassau-Weilburg, sowie niederländischer Gesandter auf dem Wiener Kongress. Die Familie blieb nur etwa neun Jahre in Kleinniedesheim. 1774 zwang die angegriffene Gesundheit der Susanna Esther von Gagern zum Umzug in das nahegelegene Worms, wo sie 1783 starb. Als Hofmeister des Sohnes und Französischlehrer beschäftigte der Freiherr in Kleinniedesheim den Lothringer Laurent Louis Midart (1733–1800), der sich später als Maler und Kupferstecher einen Namen machte. Nach Hans Christoph Ernst von Gagerns Erinnerungen brachte er ihm oft Feldblumen aus der Gemarkung mit, die Midart dann malte.

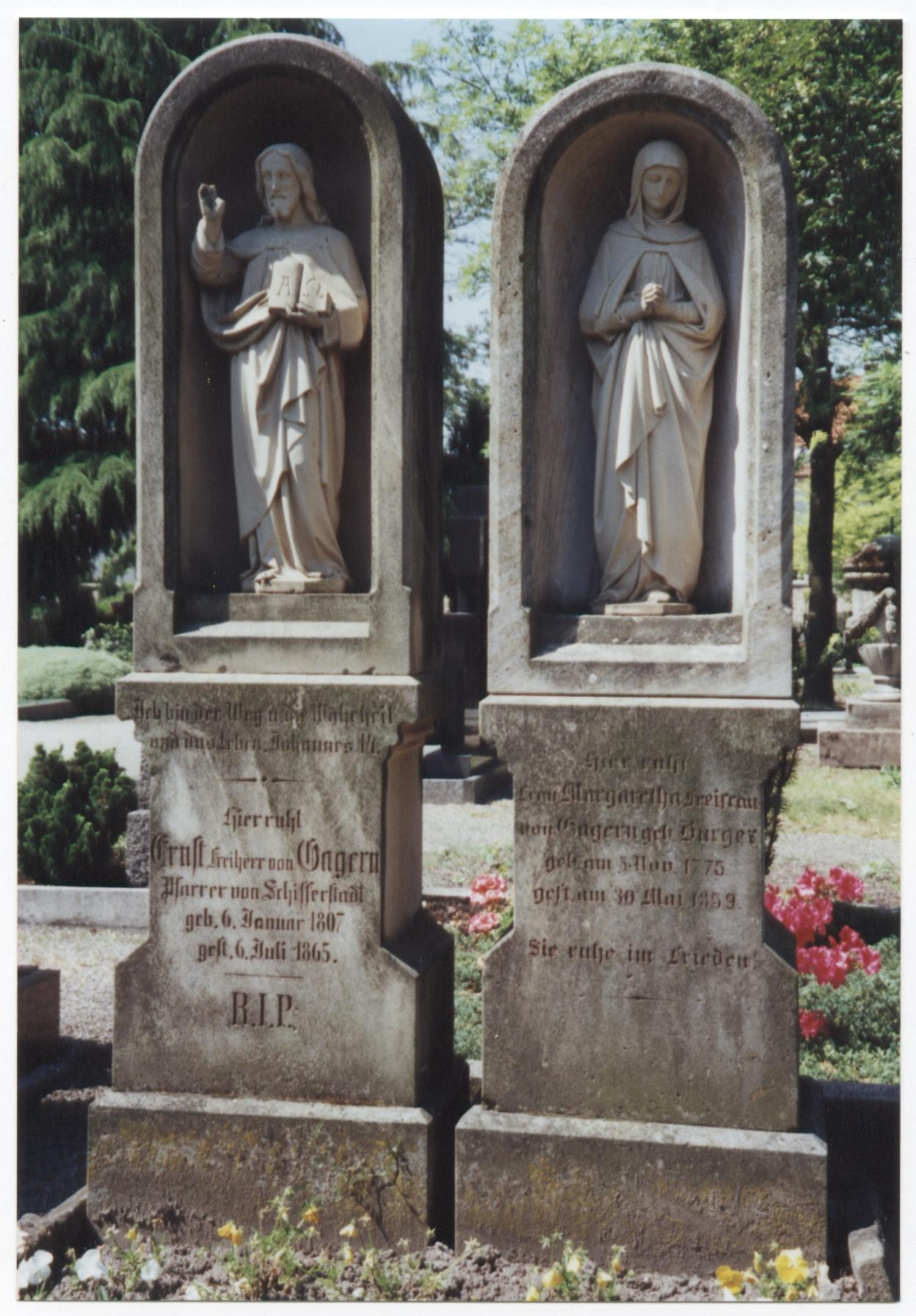
Doppelgrab der 2. Gattin (rechts) und des Sohnes Ernst von Gagern (links), Alter Friedhof Schifferstadt

Am pfalz-zweibrückischen Hof wurde Karl Christoph Gottlieb von Gagern 1776 Kammerherr, 1779 Oberstgarderobemeister, 1781 Obersthofmeister und 1782 Geheimrat.  1787 bat er um seine Entlassung und lebte nach dem Verkauf von Schloss Kleinniedesheim (1784) in Monsheim und Gauersheim.
Als Witwer begann von Gagern ein Liebesverhältnis mit der 32 Jahre jüngeren Anna Margaretha Burger aus Alzey (1775–1859), wegen ihrer Anmut „die Schöne von Alzey“ genannt. Mit ihr hatte er zwei Söhne, bevor er sie 1810 heiratete, ein weiterer Sohn kam danach hinzu. Bekanntester dieser Söhne aus 2. Ehe ist Ernst von Gagern (1807–1865), der mit  17 Jahren zur katholischen Kirche konvertierte und Priester wurde. Er zählt zu den namhaften Geistlichen der Diözese Speyer im 19. Jahrhundert.
Karl Christoph Gottlieb von Gagern, auch Ritterrat des Ritterkantons Oberrhein, starb 1825 in Gauersheim. Hier ist sein Grabstein heute vor dem Friedhof aufgestellt. Die zweite Frau lebte bei ihrem Priestersohn in Schifferstadt, wo sie 1859 verstarb und mit diesem auf dem alten Friedhof beigesetzt wurde. Beider Gräber sind dort noch erhalten.
Der Politiker Maximilian von Gagern (1810–1889), Heinrich von Gagern (1799–1880), Präsident der Frankfurter Nationalversammlung und der General Friedrich von Gagern (1794–1848) sind Enkelsöhne Karl Christoph Gottliebs von Gagern aus der 1.  Ehe. Laut den Erinnerungen des Heinrich von Gagern gewährte Kaiser Napoleon I. seinem Großvater in Kirchheimbolanden eine Privataudienz und verlieh ihm als Ritter des früheren französischen Militärverdienstordens das neue Ritterkreuz der Ehrenlegion. Zudem habe er den Oberrheinischen Ritterkanton bei dessen letzten Verhandlungen auf dem Rastatter Kongress vertreten.